# Zlatomir Zagorčić
Zlatomir Zagorčić (serb. Златомир Загорчић, bułg. Златомир Загорчич; ur. 15 czerwca 1971 roku w Nowym Sadzie) – były bułgarski piłkarz serbskiego pochodzenia występujący na pozycji obrońcy.

## Kariera klubowa
Zlatomir Zagorčić zawodową karierę rozpoczynał w sezonie 1997/1998 w Liteksie Łowecz. W pierwszym zespole zadebiutował jednak dopiero w kolejnych rozgrywkach, w których łącznie rozegrał dziewiętnaście spotkań. Wraz z Liteksem Zagorčić dwa razy z rzędu sięgnął po mistrzostwo kraju. Podczas sezonu 1999/2000 Bułgar przeniósł się do tureckiego Adanasporu. W drużynie tej grał jednak bardzo krótko, po czym trafił do FC Lugano. W nowym klubie Zagorčić nie miał problemów z wywalczeniem sobie miejsca w podstawowej jedenastce. W ekipie z Lugano miał okazję grać u boku takich piłkarzy jak Ludovic Magnin, Dario Rota, Blaise Nkufo i Kubilay Türkyılmaz. W barwach szwajcarskiego zespołu Zagorčić rozegrał łącznie 65 ligowych pojedynków, po czym powrócił do kraju i po raz drugi w karierze został zawodnikiem Liteks Łowecz. W listopadzie 2005 roku Bułgar podjął decyzję o zakończeniu kariery, a w lipcu 2006 roku został asystentem trenera Liteksu - Ljubomira Petrovica.

## Kariera reprezentacyjna
W reprezentacji Bułgarii Zagorčić zadebiutował w 1998 roku. W 2004 roku Płamen Markow powołał go do 23-osobowej kadry na mistrzostwa Europy. Na turnieju tym Bułgarzy nie zdobyli ani jednego punktu i zajęli ostatnie miejsce w swojej grupie. Sam Zagorčić wystąpił w dwóch meczach - w spotkaniu z Danią (0:2) w 40 minucie zmienił Iwajło Petkowa, a w pojedynku przeciwko Włochom (1:2) rozegrał pełne 90 minut. Łącznie dla drużyny narodowej Zagorčić zaliczył dziewiętnaście występów.